# Wilstrop
Wilstrop – civil parish w Anglii, w North Yorkshire, w dystrykcie (unitary authority) North Yorkshire. W 2001 civil parish liczyła 44 mieszkańców. Wilstrop jest wspomniana w Domesday Book (1086) jako Wilestorp/Wivlestorp.